# Příběhy z nevrácené knihy
Příběhy z nevrácené knihy (v anglickém originále Tales from the Public Domain) jsou 14. díl 13. řady (celkem 283.) amerického animovaného seriálu Simpsonovi. Scénář napsali Andrew Kreisberg, Josh Lieb a Matt Warburton a díl režíroval Mike B. Anderson. V USA měl premiéru dne 17. března 2002 na stanici Fox Broadcasting Company a v Česku byl poprvé vysílán 21. října 2003 na stanici ČT1.

## Děj
Homer dostane upomínku, že má do knihovny vrátit knihu, kterou si půjčil, ještě když byl Bart ještě dítě. Říká, že měl v úmyslu číst Bartovi každý den, ale do cesty se mu připletly různé věci. Než knihu vrátí, čte z ní a vypráví tři příběhy. 

### Bratře, kde jsi?
V tomto příběhu je Homer Odysseus a dodává trojskému králi (Ned Flanders) trojského koně. On a jeho posádka, včetně Apua, Lennyho, Vočka, profesora Frinka a Carla, zabijí všechny obyvatele Tróje a zvítězí. Odmítne však obětovat ovci, čímž si rozhněvá bohy Dia (starosta Quimby), Dionýsa (Barney) a Poseidóna (kapitán Horatio McCallister). Dionýsos se pokusí Odyssea zničit bleskem, ale mine a místo toho zničí Atlantidu. Poseidón Odyssea a jeho posádku doslova vyfoukne Sirénám (Patty a Selma) a navštíví Kirké (Lindsey Naegleová), jež promění jeho posádku ve vepře, které Odysseus sní. Circe přikáže Odysseovi, aby prošel Hádem a překročil řeku Styx (při přechodu hraje píseň kapely Styx „Lady“), aby se dostal domů a mohl se setkat s Pénelopou (Marge) a Télemachem (Bart). Když dorazí zpět na Ithaku, oštěpem zabije všechny nápadníky (Šášu Krustyho, Kirka Van Houtena, školníka Willieho, pana Burnse a Mela), kteří se snaží zalíbit Penelopě. Penelopa se rozhodne vzít ho zpět, ačkoli Homer odchází k Vočkovi (přestože Vočko je předtím v příběhu zabit a sněden Odysseem). 

### Johanka z Arku
Líza je Johanka z Arku, jež vede Francouze proti Angličanům ve stoleté válce, která se podle Homera také jmenovala „Operace Rychlé řešení“. Navzdory obavám své rodiny vstoupí do armády, kde má nové představy o porážce nepřítele. Setkává se s francouzským králem (Milhouse). Během bitvy Angličané Johanku zajmou a postaví ji před soud. Je obviněna z čarodějnictví a odsouzena k smrti. Když Líza tvrdí, že se řídila Boží vůlí, zeman Willie odhalí, že i on byl vyvolen Bohem, ale aby vedl anglická vojska proti Francouzům. Boží hlas se pak omlouvá tím, že prozradí, že se ti dva nikdy neměli setkat. 
Když čte Homer konec příběhu, Johanka z Arku je upálena na hranici a stále čeká, že ji Bůh zachrání. Líza se šokovaně ptá Homera, zda byla skutečně upálena. Pak ji přeruší Marge, která tvrdí, že Johanku z Arku zachránil sir Lancelot, vzali se a žijí ve vesmírné lodi. Pak vytrhne poslední stránku a sní ji s poznámkou, že se žvýká lépe než videokazeta s Bambim. 

### Hamlet
Bart je princ Hamlet v této simpsonovské verzi klasického díla Williama Shakespeara. Jeho strýc Claudius (Vočko) se ožení s Gertrudou (Marge) poté, co zabil krále Hamleta (Homer) jedem. Král se vrací ke svému synovi jako duch, vypráví mu o zradě a žádá, aby byla jeho smrt pomstěna. Princ Hamlet (Bart) s pomocí profesionálního herce (Šáša Krusty) sehraje divadelní hru, aby Claudius odhalil svou vinu; Hamletova reakce však vede všechny k přesvědčení, že je blázen, a tak se ho Ofélie (Líza) rozhodne „přebláznit“ tím, že bude dovádět a zpívat hloupou písničku, a nakonec vyskočí z okna do příkopu, kde se utopí. Protože Hamlet ví, co udělal, Claudius se ho pokusí zabít. Hamlet s cílem zabít Claudia omylem zabije Polonia (náčelník Wiggum). Polonius prosí svého syna Laerta (Ralph Wiggum), aby pomstil jeho smrt, slovy „Rád se mstím!“. Laertes, připravený na souboj s Hamletem, se při svém „cvičném bodnutí“ nešťastnou náhodou zabije a Hamlet pokračuje ve vraždě Claudia. Rosencrantz a Guildenstern (Carl a Lenny) se mezitím potřísní jedem a plácnutím se zabijí. Hamlet odchází oslavovat, ale uklouzne na krvi a zemře. Gertruda, jež vidí velký nepořádek, který nechce uklízet, spáchá sebevraždu úderem palcátu do hlavy. Bart si myslí, že Hamlet byl nudný, přestože všechny postavy byly zavražděny, ale Homer mu řekne, že z příběhu vznikl skvělý film Krotitelé duchů a všichni Simpsonovi tančí na jeho motivy.

## Produkce
Díl režíroval Mike B. Anderson a scénář napsali Andrew Kreisberg, Josh Lieb a Matt Warburton. Původně se vysílal 17. března 2002 na stanici Fox. Díl je třetí trilogickou epizodou vytvořenou pro tento seriál, dalšími dvěma jsou Simpsonovské biblické příběhy z 10. řady a Tulácké báchorky z 12. série. Al Jean, vedoucí pořadu, uvedl, že trilogické epizody jsou pro scenáristy „velmi zábavné“, protože jim umožňují parodovat „velká literární díla“ a zhušťovat je vždy do jednoho dějství.
Před napsáním dílu se scenáristé rozhodli, že v jedné z částí bude hlavní postavou Líza. Podle Jeana bylo pro scenáristy velmi obtížné najít pro Lízu historický příběh, protože „existuje jen velmi málo (historických příběhů), v nichž vystupují ženy“. Stejný problém měli i při navrhování příběhů pro Tulácké báchorky, v nichž se uchýlili k tomu, že Líze dali roli Connie Appleseedové, což je feminizace historické postavy Johnnyho Appleseeda. Scenáristé se nakonec spokojili se svatou Johankou z Arku. Podle vedoucího producenta dílu Dona Payna se skotský herec David Tennant díval na třetí část tohoto dílu spolu s herci z Hamleta během jejich první zkoušky. Pasáž byla také používána ve školách při výuce studentů o Shakespearově literárním díle.
V audiokomentáři k epizodě na DVD Anderson uvedl, že trilogické epizody, stejně jako Speciální čarodějnické díly, je „mnohem těžší“ režírovat než normální díly, protože animátoři musí pro každé dějství vytvořit tolik návrhů jako pro jednu normální epizodu. Ve scéně, v níž je Joan zapálena Angličany, Jean výslovně nařídil Andersonovi, aby „zajistil, že nebude popálena“, i když byla obklopena plameny. Jean v komentáři vysvětlil, že když byl Mike Scully showrunnerem Simpsonových, Jean se naučil, že „lidé nechtějí vidět změny v základním designu (postav)“, když je postava zraněna. Dodal, že vzhledem k tomu, že diváci jsou „k postavám tak připoutáni, nechtějí vidět zejména Lízu, jak se jakkoli zraní“. Aby byl Homerův duch ve třetí pasáži průhledný, museli ho animátoři „dvakrát exponovat“; Homerovy celky byly nejprve natočeny normálně a pak se sníženou neprůhledností. V první části jsou vidět mraky pohybující se za Diem. Mraky byly animovány tak, že se pomalu pohybovaly, aby „vypadaly nebesky“.

## Kulturní odkazy
Každá část je založena na historických příbězích a obsahuje odkazy na ně. Bratře, kde jsi? si bere příběh ze starořecké epické básně Odyssea, zatímco jeho název pochází z filmu Bratříčku, kde jsi? (rovněž podle Odyssey), druhá pasáž vychází ze života a legendy o svaté Johance z Arku, francouzské venkovské dívce, která jako mladičká vedla francouzskou armádu k několika významným vítězstvím během stoleté války. Třetí část Hamlet si utahuje z tragédie Williama Shakespeara Hamlet, zatímco anglický název Do the Bard, Man je odvozen od písně „Do the Bartman“, kterou na začátku zpívá Bart. 
Píseň, kterou v první části zpívají sirény, je parodií na diskotékovou píseň „Copacabana“ od Barryho Manilowa z roku 1978. Aby se Homer mohl vrátit na Ithaku, překračuje řeku Styx, v níž je možné vidět mrtvé, jak tančí „Lady“ od skupiny Styx. Ve druhém příběhu kapitán připomínající náčelníka Wigguma zpočátku vede francouzskou armádu. Voják připomínající Loua upozorňuje, že kapitán „pořád přepíná z francouzštiny na angličtinu“. Scéna satirizuje filmy jako Doktor Živago, v nichž Rusové mluví s britským přízvukem, přestože jsou v Rusku. Na konci dějství je vidět Marge, jak jí stránku, která ukazuje Joaninu smrt, a říká: „No, žvýká se to líp než to video s Bambim.“. V závěru scénky se Marge podívá na to, jak se jí podařilo rozkousat stránku, která ukazuje Joaninu smrt. Scéna je odkazem na scénu z Disneyho filmu Bambi, v níž je Bambiho matka zastřelena lovci.
Na začátku třetího dějství Bart tvrdí, že moderní spisovatelé, jako je Steven Bochco, jeden z tvůrců televizního seriálu NYPD Blue, jsou talentovanější než Shakespeare. Bochco viděl epizodu se svými dětmi a byl tak polichocen, že poslal štábu Simpsonových propagační zboží NYPD Blue. Poté, co Homerův duch promluví k Bartovi, opustí Bartův pokoj tak, že proletí zdí, čímž způsobí, že se na zdi objeví sliz. To je odkaz na Slimera, ducha ze série Krotitelé duchů, který má podobnou schopnost.

## Vydání
V původním americkém vysílání 17. března 2002 získaly Příběhy z nevrácené knihy spolu s novou epizodou seriálu Malcolm in the Middle o více než jeden celý ratingový bod více než film Sněhurka, který ABC uvedla. Podle agentury Nielsen Media Research získal díl mezi dospělými ve věku 18–49 let rating 3,1 bodu. To znamená, že epizodu v době jejího vysílání sledovala více než 4 % americké populace zmíněné demografické skupiny. 24. srpna 2010 byla epizoda vydána jako součást setu The Simpsons: The Complete Thirteenth Season na DVD a Blu-ray.
Po vydání 13. řady Simpsonových se díl dočkal a smíšeného hodnocení od kritiků. Colin Jacobsson z DVD Movie Guide napsal, že epizody z trilogií Simpsonových „bývají dost odfláknuté“. Ze všech tří příběhů se Jacobssonovi nejvíce líbil třetí příběh, i když celkově jej považoval za „průměrný“. Adam Rayner z Obsessed with Film napsal, že i když se epizoda „párkrát zasměje, působí prostě polovičatě“. Ron Martin pro 411Manii uvedl, že díl je „pro scenáristy jen líným východiskem“. Nate Boss z Project:Blu udělil epizodě negativní recenzi, když napsal, že je „hrozná“ a „tak trochu otravná“ a že „už to bylo tolikrát, že to není skoro vůbec vtipné“. Naopak Casey Broadwater z Blu-ray.com napsal, že se mu díl „obzvlášť líbí“, a Rosie Fletcherová z Total Filmu jej považuje za „výjimečnou“ epizodu sezóny. Sloupek Vulture časopisu New York díl označil za jednu z 10 nejlepších epizod pozdější éry seriálu.